# 15 août dans les chemins de fer
15 juillet 15 septembre
Chronologies thématiques
- Croisades
- Sports
- Disney

Cette page concerne les événements qui se sont déroulés un 15 août dans les chemins de fer.

## Événements

### XIXesiècle
- 1840. Belgique : Ouverture du raccordement d'Anvers à l'Escaut, partie du chemin de fer de Bruxelles à Anvers et raccordements (administration des chemins de fer de l'état)
- 1876. France, entre Flers et Montsecret, sur la ligne Paris - Granville une collision entre un train de voyageurs et un train de marchandises provoque la mort de 10 personnes[1].
- 1892. France : ouverture du Chemin de fer du Mont-Revard.

### XXesiècle
- 1940 : les tarifs de la Deutsche Reichsbahn s'appliquent au réseau Alsace-Lorraine, annexé de fait. En 1945 les prix sont abandonnés pour revenir à l'État Français. Les Réseaux Ferrés Français reprennent le contrôle des rails puis vient ensuite celui de la SNCF.
- 1996 : Le Vatican achète son premier train à grande vitesse pour permettre de faire déplacer dans tout l'Europe l'entourage du pape.

## Décès
- 1944: Pierre Guinand (né en 1876), premier président de la SNCF en 1938, démis par le régime de Vichy en 1940.